# Москвич Лілія Григорівна
Лілія Григорівна Москвич (23 вересня 1936, Дебальцеве) — український історик, дослідниця історії України кінця XIX — початку XX століття, кандидат історичних наук.

## Біографія
Народилася 23 вересня 1936 року в місті Дебальцевому (нині Донецької області). У 1960 році закінчила історико-філологічний факультет Ростовського державного університету. У 1960–1963 роках працювала вчителем історії в середній школі у Києві. З 1963 по 1996 рік — старший лаборант відділу історіографії та джерелознавства, науковий співробітник відділу історії України XIX — початку XX століття Інституту історії України НАН України. У 1989 році, під керівництвом доктора історичних наук В. Г. Сарбея, захистила кандидатську дисертацію на тему: «„Современник“ та історія України».

## Основні праці
- «Українське питання» в Російській імперії (кінець ХІХ — поч. ХХ ст.): В 3-х частинах — Київ, 1999 (у співавторстві);
- Академік УАН Орест Іванович Левицький (1848–1922 рр.): Життєпис, бібліографія його праць і праць про нього. — Київ, 1998 (у співавторстві);
- Хроника рабочего движения на Украине. 1861–1899. — Київ, 1991 (у співавторстві);
- Хроника революционного рабочего движения на Украине. 1900–1917. — Київ., 1987 (у співавторстві);
- История Киева: В 3-х томах. — Том 2. — Київ, 1984 (у співавторстві);
- Литовские статуты в украинской советской историографии // Первый Литовский статут 1529 г. — Вільнюс, 1982.